# Zwergkärpfling
Der Zwergkärpfling (Heterandria formosa) ist ein aus Nordamerika stammender Fisch aus der Unterfamilie der Lebendgebärenden Zahnkarpfen. Er ist die einzige Art in der monotypischen Gattung Heterandria.

## Merkmale
Er ist einer der kleinsten Lebendgebärenden Zahnkarpfen mit einer Größe um 3,6 cm im weiblichen Geschlecht, vereinzelt können Weibchen aus domestizierten Stämmen auch mehr als vier Zentimeter Körperlänge erreichen. Die Männchen bleiben mit ca. 2 cm deutlich kleiner und haben ein auffallend langes Gonopodium. Das Gonopodium bildet sich erst während der Ausprägung des Geschlechtsdimorphismus, ungefähr in der vierten oder fünften Lebenswoche. Ab diesem Alter lassen sich dann auch die Geschlechter voneinander unterscheiden. Die Geschlechtsreife erreichen die Zwergkärpflinge ungefähr zwischen der zehnten und der zwölften Lebenswoche. Junge, noch nicht geschlechtsreife Weibchen werden von älteren Männchen zumeist ohne vorherige Balz begattet. Das noch nicht geschlechtsreife Weibchen speichert die Spermien und nutzt sie später zur Befruchtung der Eizellen.
Die Art zeichnet sich – im Gegensatz zu vielen anderen Poeciliiden – durch Superfötation und eine Follikelplazenta aus. Im Ovar befinden sich in der Regel mehrere Eier in unterschiedlichen Entwicklungsstadien. Dabei fungiert der Körper des Weibchens nicht – wie bei anderen Poeciliiden – als reiner Schutzraum für die Eientwicklung (ovovivipar), sondern er versorgt auch die Jungen mittels der Follikelplazenta mit Nährstoffen. Zwergkärpflinge sind somit matrotroph vivipar.

## Vorkommen
Der Süßwasserfisch bewohnt stark verkrautete stehende Tümpel und langsam fließende Gewässer wie Gräben bis in die Brackwasser-Region. In diesen Gewässern hält er sich typischerweise an den Gewässerrändern auf. Sein Verbreitungsgebiet erstreckt sich vom Cape Fear River in North Carolina bis zum Orange River in Texas.
Die Wassertemperaturen über das gesamte Verbreitungsgebiet schwanken im Jahresverlauf bei kurzzeitigen Frösten von 4 °C bis zu 39 °C in den Sommermonaten.

## Verhalten
Der Zwergkärpfling liebt enge Strukturen, seien es die Zwischenräume von stark verkrautenden Pflanzen oder Spalten zwischen Steinen – erstere aber bevorzugt. Das Vorkommen dieser Strukturen bestimmt auch die Wasserregion, in der er sich bevorzugt aufhält.
Die Weibchen ziehen in der dem Zwergkärpfling eigenen schleichenden Fortbewegungsweise einzeln oder in kleinen Gruppen durch den verfügbaren Wasserraum, wobei sie sich an den Rändern enger Strukturen halten. Sie sind im Allgemeinen friedlich und zeigen auch untereinander bis auf vereinzelte Rempeleien kein beschädigendes Aggressionsverhalten.
Die Männchen zeigen bei „normaler“ Populationsdichte männlicher Zwergkärpflinge die Neigung, Kleinreviere zu bilden, die gegen andere Männchen verteidigt werden. Sie ziehen also nicht wie die Weibchen durch den verfügbaren Wasserraum, sondern sitzen in ihren Kleinstrevieren und warten auf vorbeikommende Weibchen, die dann innerhalb des Reviers wie an einer Schnur gezogen verfolgt und belauert werden (Lauerbalz/Überfallbalz).
Die Größe dieser Reviere liegt dabei im Radiusbereich einiger Zentimeter, wesentlich bestimmt durch die Verkrautungsdichte und die Reviernähe anderer Männchen.
Überschreitet ein Männchen die Grenze in ein anderes Revier – meist beim belauernden Verfolgen eines Weibchens –, so wird es sofort vom Revierbesitzer mit Drohverhalten und Stößen aus dem Revier vertrieben. Das Drohverhalten zeichnet sich durch ein in einen deutlichen „Hohlrücken“ gebogenes Rückgrat aus. Dabei erinnert das Zwergkärpflingmännchen an ein kleines Schiffchen. Meist ist dieses Drohen mit einer Aufhellung der Körperfarbe ins Gelbliche und dem Verblassen der Punkt- und Streifenmusterung verbunden.
Die Reviere sind immer an verkrautete bzw. eng strukturierte Bereiche gebunden. Je verkrauteter, desto beliebter ist der Revierplatz.
Die Jungtiere halten sich, wenn möglich, in den am dichtesten verkrauteten Wasserregionen auf. Ihre Bewegungsweise ist wie bei den adulten schleichend, nur noch viel extremer. Sie bewegen sich zumeist derart langsam und gleichmäßig, dass es schwer ist, sie zu erkennen. Dabei drücken sie sich, je offener der Wasserraum um sie herum ist, umso dichter an festen Strukturen entlang. Entspannter werden sie nur innerhalb von dicht wachsenden Kräutern oder Algenpolstern.
Dort leisten sie sich auch schon mal – selbst die kleinsten – kleinere Plänkeleien mit anderen Jungfischen ihrer Art.
Auf der Flucht schießen Jung wie Alt meist kopfüber in das nächstbeste Krautpolster oder den weichen Bodenmulm bzw. Bodengrund.

## Fortpflanzung
Der Zwergkärpfling gehört zur Gruppe der Lebendgebärenden Zahnkarpfen, d. h. die Männchen begatten die Weibchen mit Hilfe der zum Begattungsorgan (Gonopodium) umgewandelten Afterflosse. Die Jungen schlüpfen noch im Leib des Weibchens und werden lebend zur Welt gebracht.
Der Zwergkärpfling verfügt über eine interessante Anpassung an den Zwergwuchs: die Superfötation. Die Jungen wachsen in den Weibchen in verschiedenen Entwicklungsstufen quasi wie am Fließband heran und werden vom Weibchen mittels Follikelplazenta im Körper ernährt.
Täglich werden dann nur wenige Jungtiere (1 bis 4) geboren, an manchen Tagen können bis zu 9 Jungfische geboren werden, aber das ist eher die Ausnahme.
Insgesamt zeitigt ein Weibchen  je nach Größe so über einen Zeitraum von ca. 4 Wochen rund 30 Jungtiere (abhängig von der Größe des Weibchens und der Jahreszeit).
Das Balzverhalten beschränkt sich im Wesentlichen auf ein lauerndes Verfolgen der Weibchen, die gerade das Revier des Männchens durchstreifen.

## Aquarienhaltung

### Temperaturen
Über sein Verbreitungsgebiet und seine Bevorzugung kleiner Gewässertypen vertragen die Zwergkärpflinge Temperaturen von 10 bis zu 30 °C.
Damit sind diese Fische für ein Kaltwasseraquarium mit nicht zu großen Mitbewohnern geeignet. Der normale Temperaturbereich sollte dabei um 13 bis 22 °C liegen mit wechselnden Tag-/Nacht- oder auch Jahreszeitenrhythmen. Dauernd hohe Hälterungstemperaturen sind nicht förderlich. Während des Winters sind neben niedrigen Temperaturen auch geringere Beleuchtungszeiten angemessen. Wenn es dann im Frühjahr wieder wärmer wird und die Tage länger werden, beginnt eine neue Fortpflanzungssaison, denn der Zwergkärpfling geht einer saisonalen Fortpflanzung nach, die ihren Höhepunkt in den Monaten Mai bis Juli hat.

### Ernährung
Die Ernährung im Aquarium ist wie bei den meisten Lebendgebärenden recht einfach. Von Lebendfutter bis Futterflocken wird alles genommen, wobei aber Lebendfutter bevorzugt wird und eine wenigstens sporadische Gabe von Lebendfutter die Fische gesünder erhält und für eine dauerhafte Vermehrung deutlich förderlich ist.
Infolge der klar unterschiedlichen Größen beider Geschlechter nutzen Weibchen und Männchen unterschiedliche Nahrungsquellen.
Weibchen sind in der Lage, relativ große Futtertiere wie z. B. Mückenlarven (bis ca. 2 cm) zu verzehren. Männchen allerdings bewältigen nur deutlich kleinere Futtertiere wie Wasserflöhe und Hüpferlinge.

### Vermehrung
Die Vermehrung von Zwergkärpflingen im Aquarium ist nicht schwer. Wenn sich die Fische wohl fühlen stellt sich der Nachwuchs meist von alleine ein. Die Jungfische können zudem einfach im Becken der Eltern verbleiben, da diese ihnen in der Regel nicht nachstellen. Futter finden sie am Anfang in einem verkrauteten Becken genug, sie können aber auch mit Artemianauplien oder anderem kleinen Lebendfutter zugefüttert werden.